# سامانه چندبرخالی
یک سامانه چندبَرخالی تعمیمی از یک سامانه بَرخالی (فراکتالی) است که در آن یک توان تکین (بعد برخالی) برای توصیف پویایی آن کفایت نمی‌کند؛ به جای آن طیف پیوسته‌ای از توان‌ها (که به آن طیف تکین می‌گویند) مورد نیاز است.

## تعریف
در یک سامانه چندبرخالی {\displaystyle s}، رفتار سامانه حول هر نقطه به صورت یک قانون توان محلی توصیف می‌شود:
{\displaystyle s({\vec {x}}+{\vec {a}})-s({\vec {x}})\sim a^{h({\vec {x}})}.}

## کاربردها
تحلیل چندبرخالی به‌طور موفقیت‌آمیزی در رشته‌های مختلف از جمله فیزیک، علوم اطلاعات و علوم زیستی کاربرد پیدا کرده‌است. به عنوان مثال، تعیین کمّی الگوی شکاف‌های باقیمانده بر روی تنش‌های برشی دیواره‌های سطح بتن مسلح.